# Mats Gustafsson

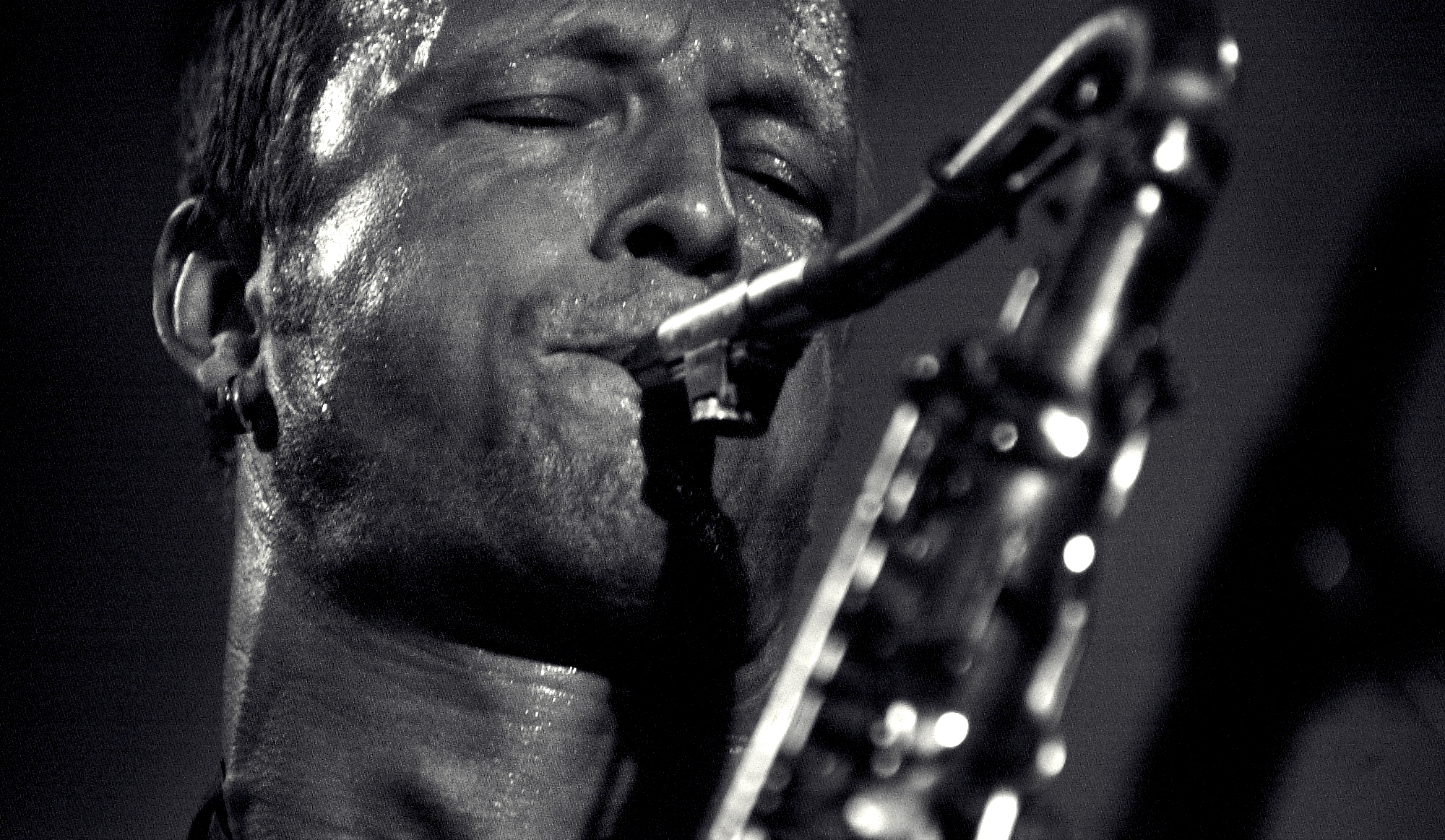
Mats Gustafsson in Kongsberg, Norway, September 2005

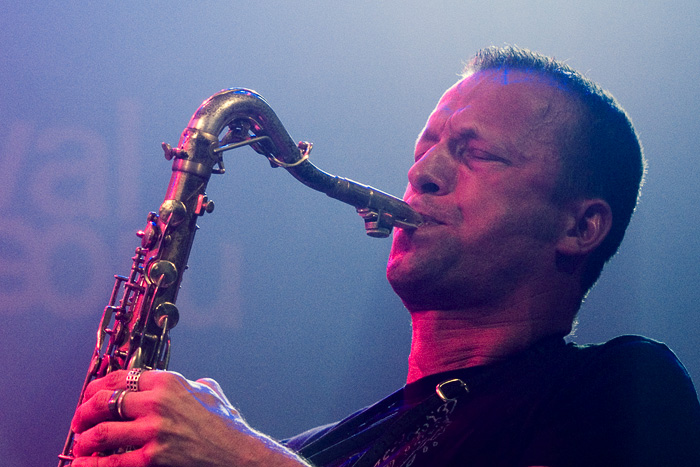
Mats Gustafsson op Moers Festival, Juni 2006, Duitsland

Mats Olof Gustafsson (Umeå), 29 oktober 1964) is een Zweedse saxofonist actief in de Scandinavische freejazz-scene. Gustafsson is ook internationaal actief als vrije improvisatie-muzikant, betrokken bij diverse samenwerkingsverbanden met onder andere Peter Brötzmann, Joe McPhee, Paul Lovens, Barry Guy en Derek Bailey.

## Projecten
- The Thing

## Belangrijkste samenwerkingen
- Paal Nilssen-Love
- Ingebrigt Håker Flaten
- Joe McPhee
- Ken Vandermark

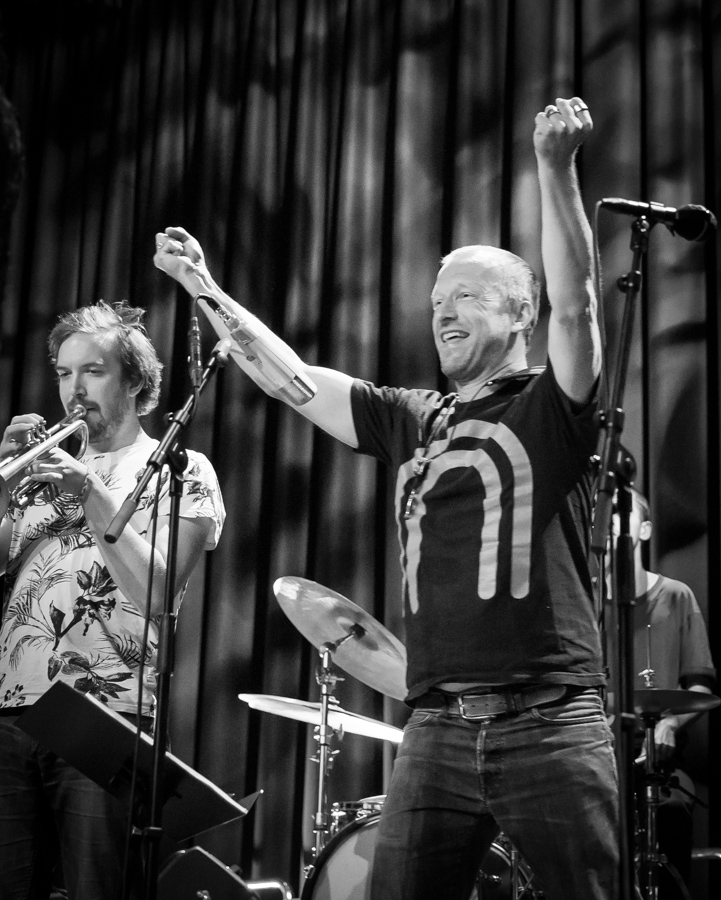
Mats Gustafsson, Oslo Jazzfestival 2016

- Sonic Youth op Hidros 3 (To Patti Smith) en SYR8
- Zu op How To Raise an Ox

## Discografie
- 1988, Now or never, Bauta Rec BAR 8803. Sten Sandell.
- 1988, Saw, Radium 046. The too much too soon orchestra.
- 1989, Tjo och tjim, Dragon DRLP192. Gush and Sven-Åke Johansson.
- 1989, Sounds: Contemporary Swedish improvised music, Blue Tower records BTLP 01/02. Includes two tracks from 'Two slices of electric car'.
- 1989, The Aerial no. 6, AER 1994/6. Duo with Ricardo Dal Farra.
- 1990, Try me, Blue Tower BTSHH 50. The Try me ensemble.
- 1990, From things to sounds, Dragon DRCD 204. Gush
- 1990/1991, Nothing to read, Blue Tower BRCD03.
- 1991, Dolphins, dolphins, dolphins, Dragon DRCD 215. Per Henrick Wallin.
- 1992, Letter 4, Leo CD LR190. Duo with Sainkho Namchylak.
- 1992, Mouth eating trees and related activities, Okka Disk OD12010. Gustafsson/Guy/Lovens.
- 1991/1992, Sometimes crosswise, Moers 02094 CD. Günter Christmann.
- 1993, Vario-34, Edition Explico exp 05/Blue Tower Records BTCD 06.
- 1994, Parrot fish eye, Okka Disk 12006.
- 1994, Gushwachs, Bead CD002. Gush and Phil Wachsmann.
- 1988/94, Of if - best of Improvised Friday, Blue Tower BTCD 05. Forthcoming.
- 1994/1995, You forget to answer, Maya MCD 9601. With Barry Guy and Raymond Strid.
- 1995, Blow horn, Okka Disk OD 12019. FJF.
- 1995, For Don Cherry, Okka Disk ODL 10003. Gustafsson/Hamid Drake duo.
- 1995, The education of Lars Jerry, XERIC XER-CD-100. Solo.
- 1995, Nickelsdorf Konfrontation, Silkheart 143. Joel Futterman-Kidd Jordan Quintet.
- 1994/96, The spirit of milvus milvus, Rub-a-Dub CD14. Christer Bothen.
- 1996, Opus apus, LJCD 5212. Jormin/Gustafsson/Jormin.
- 1996, Upgrade and afterlife, Drag City DC90CD. Gastr del sol.
- 1996, gryffgryffgryffs, Music & Arts CD-1003. Guy, Gustafsson, Strid, Crispell.
- 1996, Battuto, Random Acoustics RA 023. Gustafsson, Lonberg-Holm, Kapsalis, Corbett.
- 1996, Improvisors, Kontrans 143. With Jaap Blonk and Michael Zerang.
- 1996, Live at Fasching, Dragon DRCD 313. Gush.
- 1996, Live in Tampere, Dragon DRCD 327. Gush.
- 1996, Impropositions, Phono Suecia PSCD 99. Enhanced CD.
- 1996, Hidden in the stomach, Silkheart 149. Aaly Trio + Ken Vandermark.
- 1996, Concert in Berlin 1996, Wobbly Rail WOB007. Georg Gräwe Quintet.
- 1996, Electric eel, QBICO 30. Gush.
- 1997, Lennart, Blue Tower Records BTCDS 51. Two slices of acoustic car.
- 1997, Live in Holland '97, X-OR FR 5. With Misha Mengelberg and Gert-Jan Prins.
- 1997, Frogging, Maya MCD 9702. Duo with Barry Guy.
- 1997, The Chicago Octet/Tentet, Okka disk OD12022. Peter Brötzmann.
- 1997, One to (two)..., Okka Disk ODL 10002. Gustafsson/Christmann duo.
- 1997, Hidros one (1997), Caprice 21566.
- 1997/98, Three concerts per a A.T., Edition Explico 08. Three tracks with Christmann/Lovens.
- 1998, Stumble, Wobbly Rail WOB-002. AALY Trio + Ken Vandermark.
- 1998, 98 Duets, Wobbly Rail WOB004. Two duos with Jeb Bishop.
- 1998, Background music, hatOLOGY 526. Gregorio/Gustafsson/Nordeson.
- 1998, * water writes always in * plural, Concepts of doing 004. Vario 34-2.
- 1998, Apertura, Blue Chopsticks BC2. Duo with David Grubbs.
- 1999, They were gentle and pretty pigs, The Beak Doctor BD7. Goodman/Gustafsson/Cremaschi.
- 1999, Live at the Glenn Miller Café, Wobbly Rail WOB-008. AALY Trio + Ken Vandermark.
- 1999, Three rocks and a pine, Ninth World Music NWM 020. With The Wild Mans Band.
- 1999, Stone/Water, Okka disk OD12032. The Peter Brötzmann Chicago Tentet.
- 1999, Double or nothing, Okka disk OD12035. AALY Trio/DKV Trio.
- 1999, Sticky tongues and kitchen knives, XERIC XER-CD-101. Duo with John Corbett.
- 1999, Xylophonen virtuosen, Incus CD38. Duo with Jim O'Rourke.
- 1999, Windows: the music of Steve Lacy, Blue Chopsticks BC4. Solo.
- 1999, Port Huron picnic, Spool SPL 110/LINE 10. Trio with Kurt Newman and Mike Gennaro.
- 1999, Sounds 99, Blue Tower Records BTCD 09/10/11.
- 2000, The Thing, Crazy Wisdom 001. Trio with Ingebrigt Håker Flaten and Paal Nilssen-Love.
- 2000, I wonder if I was screaming, Crazy Wisdom 003. AALY Trio with Ken Vandermark.
- 2000, Inscape - Tableaux, Intakt CD 066. Barry Guy New Orchestra.
- 2000, Broken English, Okka disk OD12043. The Peter Brötzmann Chicago Tentet Plus Two.
- 2000, Hidros 3, Smalltown Supersound STS080CD. Mats Gustafsson/Sonic Youth with Friends.
- 2000, Short visit to nowhere, Okka disk OD12044. The Peter Brötzmann Chicago Tentet Plus Two.
- 2000, Two lightboxes, Locust 53. The Peter Brötzmann Tentet Plus Two + The Come Sunday Ensemble.
- 2000/2001, Look at the music, Olof Bright OBCD09. Two track on compilation CD.
- 2001, I love it when you snore, Smalltown Supersound STS063CD. Duo with Paal Nilssen-Love.
- 2001, The music of Norman Howard, Anagram Records ANA LP 001. School Days and The Thing
- 2002, Chicago 2002, Emanem 4082. Paul Rutherford.
- 2002, Trees and truths, Olof Bright OBEP 6, 7, 8. Håkan Blomkvist/Mats Gustafsson.
- 2002, Friend of the bumblebee, Rönnells/Håll Tjäften TJÄFT 002.
- 2002, The Zanzibar excursion, STIM/SAMI. A promotional 32-minute DVD for DJustable.
- 2002, Off-road, Blue Chopsticks BC11. Duo with David Grubbs.
- 2002/2003, Images, Okka disk OD12047. The Peter Brötzmann Chicago Tentet.
- 2002/2003, Signs, Okka disk OD12048. The Peter Brötzmann Chicago Tentet.
- 2003, No one ever works alone, Okka disk OD12053. Sonore.
- 2003, Live at Blå, Smalltown Superjazzz STSJ099CD. The Thing.
- 2003, Norrköping, Atavistic ALP161CD. Gush.
- 2003, Blues, Atavistic ALP163CD. Gustafsson/Stackenäs.
- 2004, Garage, Smalltown Superjazzz STS078CD. The Thing.
- 2004, 13 Erindringer fra Hr. Grøns liv, Ninth World Music NWM 035. Torden Kvartetten
- 2004, Be music, night, Okka disk OD12059. The Chicago Tentet featuring Mike Pearson. Also issued on Jazzwerkstatt JW 002.
- 2004, Oort-Entropy, Intakt CD 101. Barry Guy New Orchestra.
- 2004, Critical mass, psi 05.06. Agustí Fernández/Mats Gustafsson.
- 2005, Slide, Firework Editions FER 1054. Solo on the slide saxophone.
- 2005, Catapult, doubtmusic dms-103. Baritone sax solo.
- 2005, ONJO, doubtmusic dms-102. Otomo Yoshihide's New Jazz Orchestra.
- 2005, Out to lunch, doubtmusic dmf-108. Otomo Yoshihide's New Jazz Orchestra.
- 2005, Plingeling/Plingaling, Olof Bright OBCD 12. Olle Bonniér.
- 2006, Free The Jazz Free The Jazz Discs FREE#1. Eric Oscarsson and the Perspectives.
- 2006, Only the devil has no dreams Jazzwerkstatt JW013. Sonore.
- 2006, American landscapes 1, Okka disk OD12067. The Chicago Tentet.
- 2006, American landscapes 2, Okka disk OD12068. The Chicago Tentet.
- 2006, Beiroet-Ystad, Olof Bright OBCD 16-17.
- 2006, Tarfala, Maya Recordings MCD0801. Guy/Gustafsson/Strid.
- 2007, At Molde 2007 (10 years 10tet), Okka disk OD12072. The Chicago Tentet.
- 2008, Cor Fuhler / Mats Gustafsson - Split LP Series #3 (NM030 LP), Narrominded